# Bell Book & Candle

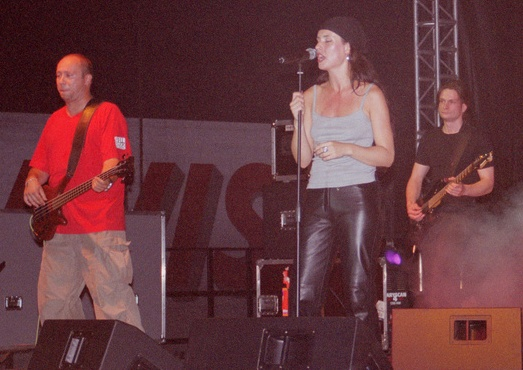
Bell Book & Candle live (2000)

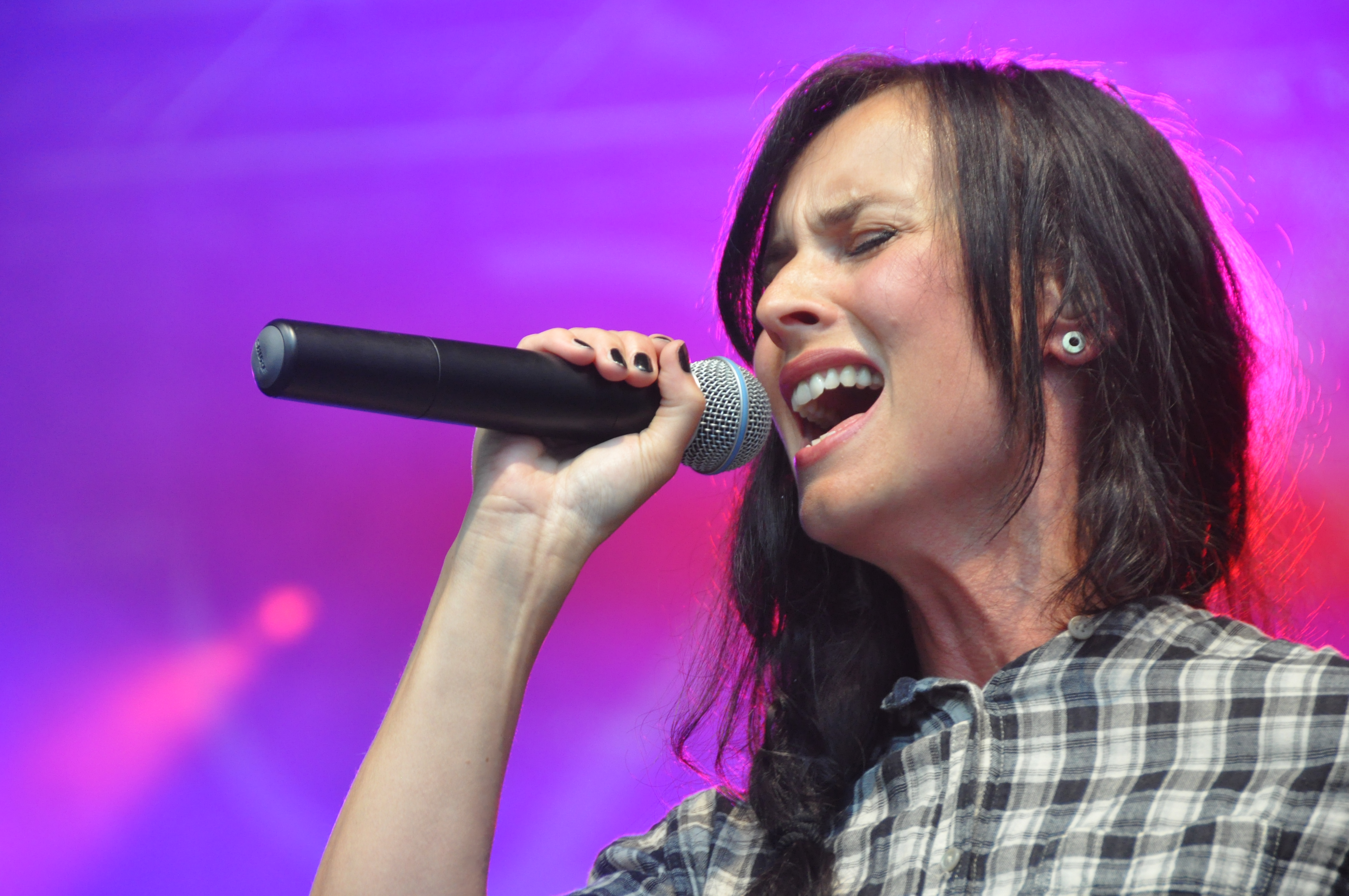
Frontfrau Jana Groß (2014)

Bell Book & Candle ist eine deutsche Popband.

## Geschichte
Die Band gründete sich im Jahr 1994 in Berlin. Die Gründungsmitglieder sind Jana Groß sowie Andy Birr und Hendrik Röder, die schon in der DDR-Band Rosalili gemeinsam musiziert haben.
Nach zweieinhalb Jahren zeigte sich das Label Turbobeat (heute Valicon) / BMG an der Band interessiert. Als erste Single wurde Rescue Me im Jahre 1997 veröffentlicht, die es bis in die Top 3 der deutschen, österreichischen und Schweizer Charts schaffte. Sie wurde mit Platin in Deutschland und Österreich sowie mit Gold in Schweden und in Spanien ausgezeichnet.
Für das im Jahr 1998 folgende Album Read My Sign steuerte die US-amerikanische Sängerin Sheryl Crow den Titel Destiny bei.
Die Singleauskopplung Bliss In My Tears des Albums Longing im Jahr 1999 war die Titelmusik zur Serie Schimanski, Folge Geschwister.
Zum dritten Album der Band, The Tube, erschienen 2001 die Singles Catch You und In The Witching Hour, ein Duett mit dem Sänger MC Romano, der auch urheberrechtlich als Co-Autor genannt ist. Bell Book and Candle spielten im Vorprogramm der Deutschland-Tourneen von Whitney Houston und Roxette.
2003 erschien das vierte Album Prime Time im Bertelsmann Buchclub, woraufhin Bell Book & Candle die BMG Berlin verließen. 2005 veröffentlichten sie beim Puhdys-eigenen Label Multirecords das fünfte Album Bigger sowie die darauf enthaltenden Lieder Universe und Louise, wovon letzteres Stück durch die Band Eisblume und den Frauenchor Scala & Kolacny Brothers im Jahr 2009 deutschsprachig gecovert wurde, und konnte sich auf Platz 29 in den Deutschen Singlecharts höchstplatzieren. Der deutsche Text stammt – wie auch der englische Originaltext – von Jana Groß.
2006 entstand in Kooperation mit Martin Engler von der Band Mono Inc. der Song Mein Leben. Er lief als Soundtrack zur ARD/WDR-Serie Das Beste aus meinem Leben, die nach einer Kolumne von Axel Hacke in der Süddeutschen Zeitung und dem daraus zusammengefassten Buch gedreht wurde.
Bell Book & Candle sind seit 2005 Inhaber der Edition Minuu bei der EMI Publishing in Hamburg und seit 2009 des Labels onik-music.
2009 nahmen Bell Book & Candle im Stern Meissen Studio Berlin eine Unplugged-CD auf; 3 Days Under Pressure beinhaltet 13 Songs aus 15 Jahren Bandgeschichte.
2014 veröffentlichten Bell Book & Candle eine zweite Unplugged-CD, Remainder. Darauf findet man unter anderem eine Version des Songs Universe, die im Duett mit Marian Gold von Alphaville im Kesselhaus der Berliner Kulturbrauerei aufgenommen wurde, sowie eine Version des Titels Fire & Run mit Volker Schlott am Saxophon. Der Song An den Ufern der Nacht – eine Coverversion der Puhdys – ist ebenfalls auf dem Album zu hören.
2015 erschien die erste DVD der Band unter dem Titel 20 Jahre Bell Book & Candle – Live aus der Christophoruskirche in Berlin, Dezember 2013.
Im Herbst 2016 begann die Band mit dem Komponieren und Texten der Songs für ihr deutschsprachiges Album Wie wir sind, welches im März 2018 beim Label Airforce1 Berlin/Electrola München erschien und dessen 1. Singleauskopplung den gleichen Titel trug. Die Singles Liebeslied und Ich bin wie keine wurden im zweiten Halbjahr 2018 ausgekoppelt. Die Produktion dieses Albums erfolgte – wie auch sämtliche frühere Alben – in Zusammenarbeit mit dem Produzenten Ingo Politz und dem Co-Produzenten Lukas Schaaf bei Beng-Music Berlin.
2018 entstand die 45-minütige MDR-Dokumentation Wie wir sind – die Geschichte von Bell Book & Candle.
Das Album WWS Unplugged enthält einen Auszug des Live-Programms mit überwiegend deutschsprachigen Songs und wurde im Dezember 2019 veröffentlicht.
Im Januar 2023 veröffentlichten Bell Book & Candle die Single Fight Or Flight sowie ein Album mit 14 Tracks bereits veröffentlichter Songs als Ambient-Mixe, von denen 12 Tracks bereits auf Alben oder Singles seit 1998 enthalten waren.
Im August 2024 wurde die Single It’s Good, Feels Good veröffentlicht. Am 28. August 2024 war die Band zu Besuch im ARD-Morgenmagazin. Am 22. September 2024 hatte die Band einen Auftritt im ZDF-Fernsehgarten. Am 27. September 2024 erschien das Album L.O.V.E.

## Auszeichnungen
- 1998: Goldene Kamera
- 1999: Goldene Europa
- 1999: RSH-Gold

## Trivia
- Die Bandgründer Andy Birr und Hendrik Röder sind Söhne der Puhdys-Mitglieder Dieter Birr bzw. Peter Meyer.
- Zur Singleauskopplung Fire & Run entstand unter der Regie von Kai Sehr ein Video, das von MTV wegen Anstiftung zur Brandstiftung auf den Index gesetzt wurde.
- Im Herbst 2010 war Jana Groß im Video zur Alphaville-Single I Die for You Today zu sehen.
- Der Name der Band, zu Deutsch „Glocke, Buch und Kerze“, bezeichnet eine Methode der Exkommunikation von Personen, die außergewöhnlich schwerwiegende Sünden begangen haben. Das Buch steht folglich für die Bibel.[4]

## Diskografie

### Studioalben
| Jahr | Titel        | Höchstplatzierung, Gesamtwochen, AuszeichnungChartplatzierungen (Jahr, Titel, Platzierungen, Wochen, Auszeichnungen, Anmerkungen) | Höchstplatzierung, Gesamtwochen, AuszeichnungChartplatzierungen (Jahr, Titel, Platzierungen, Wochen, Auszeichnungen, Anmerkungen) | Höchstplatzierung, Gesamtwochen, AuszeichnungChartplatzierungen (Jahr, Titel, Platzierungen, Wochen, Auszeichnungen, Anmerkungen) | Anmerkungen                              |
| Jahr | Titel        | DE | AT | CH | Anmerkungen                              |
| ---- | ------------ | --- | --- | --- | ---------------------------------------- |
| 1998 | Read My Sign | DE4 (18 Wo.)DE | AT10 (13 Wo.)AT | CH7 (12 Wo.)CH | Erstveröffentlichung: 26. Januar 1998    |
| 1999 | Longing      | — | — | — | Erstveröffentlichung: 20. September 1999 |
| 2001 | The Tube     | DE85 (1 Wo.)DE | — | — | Erstveröffentlichung: 2. Juli 2001       |
| 2002 | Prime Time   | — | — | — | Erstveröffentlichung: 2002               |
| 2005 | Bigger       | — | — | — | Erstveröffentlichung: 2005               |
| 2018 | Wie wir sind | DE72 (1 Wo.)DE | — | — | Erstveröffentlichung: 16. März 2018      |
| 2024 | L.O.V.E.     | DE66 (1 Wo.)DE | — | — | Erstveröffentlichung: 27. September 2024 |

### Livealben
- 2009: 3 Days Under Pressure
- 2014: Remainder
- 2019: WWS Unplugged

### Kompilationen
- 2000: Hurry Up
- 2003: Portrait

### Singles
| Jahr | Titel Album               | Höchstplatzierung, Gesamtwochen, AuszeichnungChartplatzierungen (Jahr, Titel, Album, Platzierungen, Wochen, Auszeichnungen, Anmerkungen) | Höchstplatzierung, Gesamtwochen, AuszeichnungChartplatzierungen (Jahr, Titel, Album, Platzierungen, Wochen, Auszeichnungen, Anmerkungen) | Höchstplatzierung, Gesamtwochen, AuszeichnungChartplatzierungen (Jahr, Titel, Album, Platzierungen, Wochen, Auszeichnungen, Anmerkungen) | Höchstplatzierung, Gesamtwochen, AuszeichnungChartplatzierungen (Jahr, Titel, Album, Platzierungen, Wochen, Auszeichnungen, Anmerkungen) | Anmerkungen                           |
| Jahr | Titel Album               | DE | AT | CH | UK | Anmerkungen                           |
| ---- | ------------------------- | --- | --- | --- | --- | ------------------------------------- |
| 1997 | Rescue Me Read My Sign    | DE3 Platin · (33 Wo.)DE | AT2 Platin · (13 Wo.)AT | CH6 (23 Wo.)CH | UK63 (2 Wo.)UK | Erstveröffentlichung: 9. Juni 1997    |
| 1998 | Read My Sign              | DE53 (9 Wo.)DE | AT26 (8 Wo.)AT | CH39 (6 Wo.)CH | — | Erstveröffentlichung: 12. Januar 1998 |
| 1998 | Bliss in My Tears Longing | DE79 (6 Wo.)DE | — | — | — | Erstveröffentlichung: 1998            |
| 2001 | Catch You The Tube        | DE73 (5 Wo.)DE | — | — | — | Erstveröffentlichung: 2001            |
| 2005 | Universe Bigger           | DE84 (2 Wo.)DE | — | — | — | Erstveröffentlichung: 2005            |

Weitere Singles
- 1998: See Ya
- 1999: Fire And Run
- 1999: Baby You Know
- 2001: In the Witchin’ Hour
- 2002: On High
- 2005: Light Up The Stars (feat. Stamping Feet)
- 2017: Wie wir sind
- 2018: Liebeslied
- 2024: Gold

### Videoalben
- 2015: 20 Jahre Bell Book & Candle – Live aus der Christophoruskirche in Berlin, Dezember 2013